# Dynastie Jüan
Dynastie Jüan (čínsky pchin-jinem Yuáncháo, znaky 元朝; mongolština:  Dai-ön Yeke Mongγol Ulus) byla mongolská dynastie, která v letech 1271–1368 vládla říši Jüan. Říše Velká Jüan se rozkládala na území Číny, Mongolska a jižní Sibiře. Jüanští císařové drželi rovněž titul velikých chánů, který je nadřazoval vládcům ostatních částí mongolské říše – Ílchanátu, Zlaté hordy a Čagatajského chanátu. Dynastii založil vládce východní části mongolské říše, veliký chán Kublaj, který do roku 1279 dobyl jihočínskou říši Jižní Sung. Jeho potomci byli v 60. letech 14. století vypuzeni z Číny, z hlavního města říše Jüan Ta-tu (Chánbalyk, dnešní Peking) je armády říše Ming vyhnaly roku 1368. Poté byla dynastie čínskými historiky přejmenována na Severní Jüan. Její moc se vztahovala jen na Mongolsko, zde chánové Severního Jüanu vládli do 17. století, kdy podlehli říši Čching.

## Původ
Dynastie a říše Jüan byla založena chánem Kublajem (též Kublaj-chán, Chubilaj, 1215 – 1294), synem Tolujchána, čtvrtého syna Čingischána. Čingischán sjednotil kočovné kmeny Mongolska a založil mocnou říši, když dobyl říši Ťin a stát Tangutů, připojil zemi Ujgurů a dobyl Karakitanský chanát a Chórezmskou říši. Zemřel roku 1227, dalšími velikými chány mongolské říše se stali Čingischánův třetí syn Ögedej (vládl 1229–1241), Ögedejův syn Güjük (vládl 1246–1248) a Tolujův nejstarší syn Möngke (vládl od 1251).
V srpnu 1259 Möngke zemřel při obležení sungského města Che-čou v S’-čchuanu. O postavení nového vládce mongolské říše od roku 1260 bojovali Möngkeho bratři Arik-buka a Chubilaj. Arik-buka spravoval Mongolsko, podporovali ho tamní konzervativci, ctící tradiční kočovnické hodnoty. Chubilaj symbolizoval politiku počínšťování říše, získal kontrolu nad armádou válčící s říší Sung a ovládl severní Čínu. Se zdroji severní Číny Chubilaj v občanské válce do roku 1264 zvítězil.
Už roku 1260 Chubilaj vyhlásil, podle čínského vzoru, éru vlády. Roku 1271 přijal čínský císařský titul chuang-ti a svůj ulus vyhlásil za říši Jüan. Roku 1272 oficiálně přenesl hlavní město na čínské území, do Ta-tu (Pekingu).

## Název
Název říše a dynastie – Jüan, oficiálně „Ta Jüan“, čili Veliká Jüan, byl údajně Liou Ping-čungem vybrán podle citátu z klasické čínské knihy I-ťing „大哉乾元“ (ta caj čchien jüan), doslova „velká jsou nebesa a počátek“, v němž čchien symbolizuje nebesa, ale také císaře. Jüan byla také první říše a dynastie v Číně, která nebyla nazvaná podle regionu, kde vznikla, ale abstraktním pojmem.
Je však také možné, že název vyjadřuje mongolské ideje. Podle mongolského historika Čuluuny Dalaje je pravděpodobnější, že název Chubilajovy říše vybírali Mongolové a že „říše Jüan“ je pouze překladem mongolského idžagur-ulus (volně česky „ulus předků“, „původní území“).

## Říše Jüan

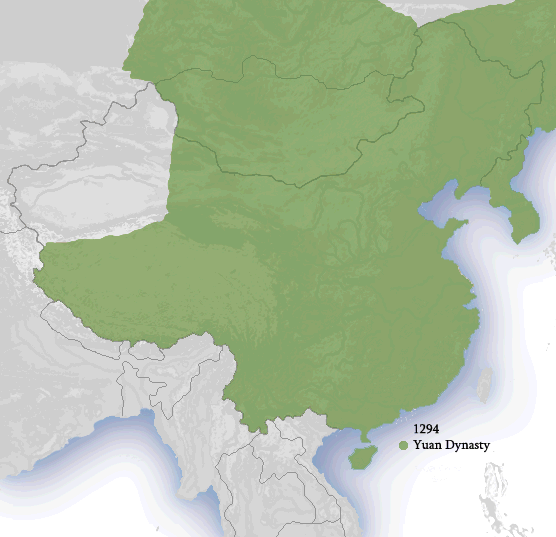
Říše Jüan roku 1294

Říše Jüan při svém vzniku zahrnovala dnešní Mongolsko a jižní Sibiř, Mandžusko, přilehlé oblasti Dálného východu, severní Čínu od Velké čínské zdi až k řece Jang-c’-ťiang a jihozápadní Čínu až k hranicím Vietnamu. Podléhal jí i Tibet a Korea. Chubilaj dobyl zbytek Číny a části Myanmaru a Thajska. Roku 1293 měla přes 60 miliónů obyvatel.
Veškerá moc byla soustředěna v rukách císaře. Jemu byl podřízen administrativní aparát, podle čínského vzoru rozdělený na část civilní, vojenskou a kontrolní. V čele civilní správy stál ústřední sekretariát. Říše byla rozdělena na provincie, Mongolsko bylo zprvu spravováno samostatně, mezi provincie bylo zařazeno za vlády císaře Temüra. V úřadech Mongolové zaujímali vedoucí místa a Ujgurové, Turci, Peršané a Číňané jim pomáhali. V armádě, považované za hlavní zdroj moci, bylo však čínskému vlivu bráněno.
S nástupem slabých a nedospělých císařů koncem 20. let 14. století se vlády chopili ministři, především nejvyšší rádci (čcheng-siang), stojící v čele ústředního sekretariátu. S tím, jak klesala schopnost vlády udržovat pořádek, rostla nespokojenost obyvatelstva. Neklid na venkově vyústil roku 1351 v povstání rudých turbanů, v průběhu kterého vzniklo v povodí Jang-c’-ťiang několik čínských států. Převahu mezi nimi získala říše Ming, jejíž armády roku 1368 vytlačily jüanská vojska z většiny Číny včetně hlavního města – Pekingu. V 70. a začátku 80. let 14. století mingská vojska dobyla i dosud nezávislé, nebo promongolské části Číny, především S’-čchuan a Jün-nan. Říše a dynastie Jüan, poté omezenou na Mongolsko, pak čínští historikové přejmenovali na Severní Jüan.

## Nástupnictví
Otázka nástupnictví byla pro jüanský stát trvalým zdrojem nestability. Problémem byl ostrý rozpor mezi tradiční mongolskou koncepcí a čínskými konfuciánskými tradicemi. Podle kočovnických tradic byl vládce, chán, vybírán příslušníky mongolských elit shromážděnými na kurultaji. Volen byl obvykle potomek chánů, rozhodujíc vliv na volbu měly jeho schopnosti a zejména množství a síla stoupenců. Naproti tomu čínským císařem se stával následník trůnu, jmenovaný za života dosavadního císaře, obvykle jeho syn.
Chubilaj z pozice císaře a v souladu s čínskou tradicí jmenoval korunním princem druhého syna Činkima, ale ten roku 1285 zemřel. Nového následníka císař už nejmenoval, po jeho smrti se císařem stal třetí Činkimův syn Temür, proti němu neúspěšně kandidoval nejstarší Činkimův syn Kammala. V dalších případech bylo nástupnictví řešeno bojem, často násilným, mezi soupeřícími dvorskými frakcemi. Po vítězství té či oné frakce byl nový veliký chán a císař formálně zvolen kurultajem.
Roku 1307 po smrti císaře Temüra jeho vdova s částí ministrů prosazovala na trůn knížete Anandu, syna Chubilajova syna Mangaly. V ostatních případech až do roku 1388 o trůn soupeřili pouze potomci Činkima, odvozující svůj nárok z jeho jmenování Chubilajovým nástupcem.
S rostoucí váhou vládní byrokracie a přesunem moci od Čingisových potomků k ministrům rostl i vliv vysokých úředníků a byrokratů na výběr císaře. Počátkem 30. let 14. století už ministři a nojoni nebyli pouhými podporovateli některého z knížat, ale vůdci samostatných frakcí, které si (leckdy nedospělé) prince stavěly do čela. Kandidáti hledali podporu nejen v hlavním městě, ale i u knížat a armád Mongolska, což čas od času vedlo k posílení vlivu konzervativních složek jüanské elity, oponujících počínšťování říše.

## Rodokmen
Rodokmen dynastie je zjednodušený, zahrnuje především císaře a následníky trůnu, včetně panovníků dynastie Severní Jüan v letech 1368–1388, kdy byla Severní Jüan přímým pokračováním dynastie Jüan. 
Uvedeno je:
- pořadí narození (kolikátý syn),
- osobní jméno (u císařů tučně), data narození a úmrtí,
- datum jmenování následníkem trůnu,
- doba vlády,
- mongolský titul,
- čínské chrámové jméno.

| | | | | | |  |  | Chubilaj 1215–1294 veliký chán Mongolské říše 1260–1294 císař říše Jüan 1271–1294 Sečen-chán Š'-cu 世祖 |                                                                             |                                                                             |                                                                             |                                                                             |                                                                             |                                                                         |                                                                         | | | | | | |  |  | | | | | | |  |  |                                                                              |                                                                              |                                                                              |                                                                              |                                                                              |                                                                              |  |  |  |  |
| | | | | | |  |  | |                                                                             |                                                                             |                                                                             |                                                                             |                                                                             |                                                                         |                                                                         | | | | | | |  |  | | | | | | |  |  |                                                                              |                                                                              |                                                                              |                                                                              |                                                                              |                                                                              |  |  |  |  |
| | | | | | |  |  | |                                                                             |                                                                             |                                                                             |                                                                             |                                                                             |                                                                         |                                                                         | | | | | | |  |  | | | | | | |  |  |                                                                              |                                                                              |                                                                              |                                                                              |                                                                              |                                                                              |  |  |  |  |
| | | | | | |  |  | |                                                                             |                                                                             |                                                                             |                                                                             |                                                                             |                                                                         |                                                                         | | | | | | |  |  | | | | | | |  |  |                                                                              |                                                                              |                                                                              |                                                                              |                                                                              |                                                                              |  |  |  |  |
| | | | | | |  |  | 2 |                                                                             |                                                                             |                                                                             |                                                                             |                                                                             |                                                                         |                                                                         | | | | | | |  |  | | | | | | |  |  |                                                                              |                                                                              |                                                                              |                                                                              |                                                                              |                                                                              |  |  |  |  |
| | | | | | |  |  | |                                                                             |                                                                             |                                                                             |                                                                             |                                                                             |                                                                         |                                                                         | | | | | | |  |  | | | | | | |  |  |                                                                              |                                                                              |                                                                              |                                                                              |                                                                              |                                                                              |  |  |  |  |
| | | | | | |  |  | Činkim 1243–1285 následník 1273–1285 Jü-cung 裕宗                                                       |                                                                             |                                                                             |                                                                             |                                                                             |                                                                             |                                                                         |                                                                         | | | | | | |  |  | | | | | | |  |  |                                                                              |                                                                              |                                                                              |                                                                              |                                                                              |                                                                              |  |  |  |  |
| | | | | | |  |  | |                                                                             |                                                                             |                                                                             |                                                                             |                                                                             |                                                                         |                                                                         | | | | | | |  |  | | | | | | |  |  |                                                                              |                                                                              |                                                                              |                                                                              |                                                                              |                                                                              |  |  |  |  |
| | | | | | |  |  | |                                                                             |                                                                             |                                                                             |                                                                             |                                                                             |                                                                         |                                                                         | | | | | | |  |  | | | | | | |  |  |                                                                              |                                                                              |                                                                              |                                                                              |                                                                              |                                                                              |  |  |  |  |
| | | | | | |  |  | |                                                                             |                                                                             |                                                                             |                                                                             |                                                                             |                                                                         |                                                                         | | | | | | |  |  | | | | | | |  |  |                                                                              |                                                                              |                                                                              |                                                                              |                                                                              |                                                                              |  |  |  |  |
| 1                                                                                                  | 1                                                                                                  | 1                                                                                                  | 1                                                                                                  | 1                                                                                                  | 1                                                                                                  |  |  | |                                                                             |                                                                             |                                                                             |                                                                             |                                                                             |                                                                         |                                                                         | 2                                                                                                   | 2                                                                                                   | 2                                                                                                   | 2                                                                                                   | 2                                                                                                   | 2                                                                                                   |  |  | | | | | | |  |  | 3                                                                            | 3                                                                            | 3                                                                            | 3                                                                            | 3                                                                            | 3                                                                            |  |  |  |  |
| 1                                                                                                  | 1                                                                                                  | 1                                                                                                  | 1                                                                                                  | 1                                                                                                  | 1                                                                                                  |  |  | |                                                                             |                                                                             |                                                                             |                                                                             |                                                                             |                                                                         |                                                                         | 2                                                                                                   | 2                                                                                                   | 2                                                                                                   | 2                                                                                                   | 2                                                                                                   | 2                                                                                                   |  |  | | | | | | |  |  | 3                                                                            | 3                                                                            | 3                                                                            | 3                                                                            | 3                                                                            | 3                                                                            |  |  |  |  |
| Kammala 1263–1302 Sien-cung 显宗                                                                   | Kammala 1263–1302 Sien-cung 显宗                                                                   | Kammala 1263–1302 Sien-cung 显宗                                                                   | Kammala 1263–1302 Sien-cung 显宗                                                                   | Kammala 1263–1302 Sien-cung 显宗                                                                   | Kammala 1263–1302 Sien-cung 显宗                                                                   |  |  | |                                                                             |                                                                             |                                                                             |                                                                             |                                                                             |                                                                         |                                                                         | Darmabala 1264–1302 Šun-cung 顺宗                                                                   | Darmabala 1264–1302 Šun-cung 顺宗                                                                   | Darmabala 1264–1302 Šun-cung 顺宗                                                                   | Darmabala 1264–1302 Šun-cung 顺宗                                                                   | Darmabala 1264–1302 Šun-cung 顺宗                                                                   | Darmabala 1264–1302 Šun-cung 顺宗                                                                   |  |  | | | | | | |  |  | Temür 1265–1307 veliký chán a císař 1294–1307 Öldžejtü-chán Čcheng-cung 成宗 | Temür 1265–1307 veliký chán a císař 1294–1307 Öldžejtü-chán Čcheng-cung 成宗 | Temür 1265–1307 veliký chán a císař 1294–1307 Öldžejtü-chán Čcheng-cung 成宗 | Temür 1265–1307 veliký chán a císař 1294–1307 Öldžejtü-chán Čcheng-cung 成宗 | Temür 1265–1307 veliký chán a císař 1294–1307 Öldžejtü-chán Čcheng-cung 成宗 | Temür 1265–1307 veliký chán a císař 1294–1307 Öldžejtü-chán Čcheng-cung 成宗 |  |  |  |  |
| Kammala 1263–1302 Sien-cung 显宗                                                                   | Kammala 1263–1302 Sien-cung 显宗                                                                   | Kammala 1263–1302 Sien-cung 显宗                                                                   | Kammala 1263–1302 Sien-cung 显宗                                                                   | Kammala 1263–1302 Sien-cung 显宗                                                                   | Kammala 1263–1302 Sien-cung 显宗                                                                   |  |  | |                                                                             |                                                                             |                                                                             |                                                                             |                                                                             |                                                                         |                                                                         | Darmabala 1264–1302 Šun-cung 顺宗                                                                   | Darmabala 1264–1302 Šun-cung 顺宗                                                                   | Darmabala 1264–1302 Šun-cung 顺宗                                                                   | Darmabala 1264–1302 Šun-cung 顺宗                                                                   | Darmabala 1264–1302 Šun-cung 顺宗                                                                   | Darmabala 1264–1302 Šun-cung 顺宗                                                                   |  |  | | | | | | |  |  | Temür 1265–1307 veliký chán a císař 1294–1307 Öldžejtü-chán Čcheng-cung 成宗 | Temür 1265–1307 veliký chán a císař 1294–1307 Öldžejtü-chán Čcheng-cung 成宗 | Temür 1265–1307 veliký chán a císař 1294–1307 Öldžejtü-chán Čcheng-cung 成宗 | Temür 1265–1307 veliký chán a císař 1294–1307 Öldžejtü-chán Čcheng-cung 成宗 | Temür 1265–1307 veliký chán a císař 1294–1307 Öldžejtü-chán Čcheng-cung 成宗 | Temür 1265–1307 veliký chán a císař 1294–1307 Öldžejtü-chán Čcheng-cung 成宗 |  |  |  |  |
| | | | | | |  |  | |                                                                             |                                                                             |                                                                             |                                                                             |                                                                             |                                                                         |                                                                         | | | | | | |  |  | | | | | | |  |  |                                                                              |                                                                              |                                                                              |                                                                              |                                                                              |                                                                              |  |  |  |  |
| | | | | | |  |  | |                                                                             |                                                                             |                                                                             |                                                                             |                                                                             |                                                                         |                                                                         | | | | | | |  |  | | | | | | |  |  |                                                                              |                                                                              |                                                                              |                                                                              |                                                                              |                                                                              |  |  |  |  |
| 2                                                                                                  | 2                                                                                                  | 2                                                                                                  | 2                                                                                                  | 2                                                                                                  | 2                                                                                                  |  |  | |                                                                             |                                                                             |                                                                             | 2                                                                           | 2                                                                           | 2                                                                       | 2                                                                       | 2                                                                                                   | 2                                                                                                   | | | | |  |  | 3                                                                                                  | 3                                                                                                  | 3                                                                                                  | 3                                                                                                  | 3                                                                                                  | 3                                                                                                  |  |  | 1                                                                            | 1                                                                            | 1                                                                            | 1                                                                            | 1                                                                            | 1                                                                            |  |  |  |  |
| 2                                                                                                  | 2                                                                                                  | 2                                                                                                  | 2                                                                                                  | 2                                                                                                  | 2                                                                                                  |  |  | |                                                                             |                                                                             |                                                                             | 2                                                                           | 2                                                                           | 2                                                                       | 2                                                                       | 2                                                                                                   | 2                                                                                                   | | | | |  |  | 3                                                                                                  | 3                                                                                                  | 3                                                                                                  | 3                                                                                                  | 3                                                                                                  | 3                                                                                                  |  |  | 1                                                                            | 1                                                                            | 1                                                                            | 1                                                                            | 1                                                                            | 1                                                                            |  |  |  |  |
| Jesün Temür 1293–1328 veliký chán a císař 1323–1328                                                | Jesün Temür 1293–1328 veliký chán a císař 1323–1328                                                | Jesün Temür 1293–1328 veliký chán a císař 1323–1328                                                | Jesün Temür 1293–1328 veliký chán a císař 1323–1328                                                | Jesün Temür 1293–1328 veliký chán a císař 1323–1328                                                | Jesün Temür 1293–1328 veliký chán a císař 1323–1328                                                |  |  | |                                                                             |                                                                             |                                                                             | Chajsan 1281–1311 veliký chán a císař 1307–1311 Külüg-chán Wu-cung 武宗     | Chajsan 1281–1311 veliký chán a císař 1307–1311 Külüg-chán Wu-cung 武宗     | Chajsan 1281–1311 veliký chán a císař 1307–1311 Külüg-chán Wu-cung 武宗 | Chajsan 1281–1311 veliký chán a císař 1307–1311 Külüg-chán Wu-cung 武宗 | Chajsan 1281–1311 veliký chán a císař 1307–1311 Külüg-chán Wu-cung 武宗                             | Chajsan 1281–1311 veliký chán a císař 1307–1311 Külüg-chán Wu-cung 武宗                             | | | | |  |  | Ajurbarwada 1286–1320 následník 1307–1311 veliký chán a císař 1311–1320 Bujantu-chán Žen-cung 仁宗 | Ajurbarwada 1286–1320 následník 1307–1311 veliký chán a císař 1311–1320 Bujantu-chán Žen-cung 仁宗 | Ajurbarwada 1286–1320 následník 1307–1311 veliký chán a císař 1311–1320 Bujantu-chán Žen-cung 仁宗 | Ajurbarwada 1286–1320 následník 1307–1311 veliký chán a císař 1311–1320 Bujantu-chán Žen-cung 仁宗 | Ajurbarwada 1286–1320 následník 1307–1311 veliký chán a císař 1311–1320 Bujantu-chán Žen-cung 仁宗 | Ajurbarwada 1286–1320 následník 1307–1311 veliký chán a císař 1311–1320 Bujantu-chán Žen-cung 仁宗 |  |  | Tešou ?–1306 následník 1305–1306                                             | Tešou ?–1306 následník 1305–1306                                             | Tešou ?–1306 následník 1305–1306                                             | Tešou ?–1306 následník 1305–1306                                             | Tešou ?–1306 následník 1305–1306                                             | Tešou ?–1306 následník 1305–1306                                             |  |  |  |  |
| Jesün Temür 1293–1328 veliký chán a císař 1323–1328                                                | Jesün Temür 1293–1328 veliký chán a císař 1323–1328                                                | Jesün Temür 1293–1328 veliký chán a císař 1323–1328                                                | Jesün Temür 1293–1328 veliký chán a císař 1323–1328                                                | Jesün Temür 1293–1328 veliký chán a císař 1323–1328                                                | Jesün Temür 1293–1328 veliký chán a císař 1323–1328                                                |  |  | |                                                                             |                                                                             |                                                                             | Chajsan 1281–1311 veliký chán a císař 1307–1311 Külüg-chán Wu-cung 武宗     | Chajsan 1281–1311 veliký chán a císař 1307–1311 Külüg-chán Wu-cung 武宗     | Chajsan 1281–1311 veliký chán a císař 1307–1311 Külüg-chán Wu-cung 武宗 | Chajsan 1281–1311 veliký chán a císař 1307–1311 Külüg-chán Wu-cung 武宗 | Chajsan 1281–1311 veliký chán a císař 1307–1311 Külüg-chán Wu-cung 武宗                             | Chajsan 1281–1311 veliký chán a císař 1307–1311 Külüg-chán Wu-cung 武宗                             | | | | |  |  | Ajurbarwada 1286–1320 následník 1307–1311 veliký chán a císař 1311–1320 Bujantu-chán Žen-cung 仁宗 | Ajurbarwada 1286–1320 následník 1307–1311 veliký chán a císař 1311–1320 Bujantu-chán Žen-cung 仁宗 | Ajurbarwada 1286–1320 následník 1307–1311 veliký chán a císař 1311–1320 Bujantu-chán Žen-cung 仁宗 | Ajurbarwada 1286–1320 následník 1307–1311 veliký chán a císař 1311–1320 Bujantu-chán Žen-cung 仁宗 | Ajurbarwada 1286–1320 následník 1307–1311 veliký chán a císař 1311–1320 Bujantu-chán Žen-cung 仁宗 | Ajurbarwada 1286–1320 následník 1307–1311 veliký chán a císař 1311–1320 Bujantu-chán Žen-cung 仁宗 |  |  | Tešou ?–1306 následník 1305–1306                                             | Tešou ?–1306 následník 1305–1306                                             | Tešou ?–1306 následník 1305–1306                                             | Tešou ?–1306 následník 1305–1306                                             | Tešou ?–1306 následník 1305–1306                                             | Tešou ?–1306 následník 1305–1306                                             |  |  |  |  |
| | | | | | |  |  | |                                                                             |                                                                             |                                                                             |                                                                             |                                                                             |                                                                         |                                                                         | | | | | | |  |  | | | | | | |  |  |                                                                              |                                                                              |                                                                              |                                                                              |                                                                              |                                                                              |  |  |  |  |
| | | | | | |  |  | |                                                                             |                                                                             |                                                                             |                                                                             |                                                                             |                                                                         |                                                                         | | | | | | |  |  | | | | | | |  |  |                                                                              |                                                                              |                                                                              |                                                                              |                                                                              |                                                                              |  |  |  |  |
| 1                                                                                                  | 1                                                                                                  | 1                                                                                                  | 1                                                                                                  | 1                                                                                                  | 1                                                                                                  |  |  | 1 | 1                                                                           | 1                                                                           | 1                                                                           | 1                                                                           | 1                                                                           |                                                                         |                                                                         | 2                                                                                                   | 2                                                                                                   | 2                                                                                                   | 2                                                                                                   | 2                                                                                                   | 2                                                                                                   |  |  | 1                                                                                                  | 1                                                                                                  | 1                                                                                                  | 1                                                                                                  | 1                                                                                                  | 1                                                                                                  |  |  |                                                                              |                                                                              |                                                                              |                                                                              |                                                                              |                                                                              |  |  |  |  |
| 1                                                                                                  | 1                                                                                                  | 1                                                                                                  | 1                                                                                                  | 1                                                                                                  | 1                                                                                                  |  |  | 1 | 1                                                                           | 1                                                                           | 1                                                                           | 1                                                                           | 1                                                                           |                                                                         |                                                                         | 2                                                                                                   | 2                                                                                                   | 2                                                                                                   | 2                                                                                                   | 2                                                                                                   | 2                                                                                                   |  |  | 1                                                                                                  | 1                                                                                                  | 1                                                                                                  | 1                                                                                                  | 1                                                                                                  | 1                                                                                                  |  |  |                                                                              |                                                                              |                                                                              |                                                                              |                                                                              |                                                                              |  |  |  |  |
| Ragibag 1320–1328 následník 1324–1328 veliký chán a císař 1328                                     | Ragibag 1320–1328 následník 1324–1328 veliký chán a císař 1328                                     | Ragibag 1320–1328 následník 1324–1328 veliký chán a císař 1328                                     | Ragibag 1320–1328 následník 1324–1328 veliký chán a císař 1328                                     | Ragibag 1320–1328 následník 1324–1328 veliký chán a císař 1328                                     | Ragibag 1320–1328 následník 1324–1328 veliký chán a císař 1328                                     |  |  | Chošila 1300–1329 veliký chán a císař 1329 Chutugtu-chán Ming-cung 明宗                                 | Chošila 1300–1329 veliký chán a císař 1329 Chutugtu-chán Ming-cung 明宗     | Chošila 1300–1329 veliký chán a císař 1329 Chutugtu-chán Ming-cung 明宗     | Chošila 1300–1329 veliký chán a císař 1329 Chutugtu-chán Ming-cung 明宗     | Chošila 1300–1329 veliký chán a císař 1329 Chutugtu-chán Ming-cung 明宗     | Chošila 1300–1329 veliký chán a císař 1329 Chutugtu-chán Ming-cung 明宗     |                                                                         |                                                                         | Tug Temür 1304–1332 následník 1329 veliký chán a císař 1328–29, 1329–32 Džajaatu-chán Wen-cung 文宗 | Tug Temür 1304–1332 následník 1329 veliký chán a císař 1328–29, 1329–32 Džajaatu-chán Wen-cung 文宗 | Tug Temür 1304–1332 následník 1329 veliký chán a císař 1328–29, 1329–32 Džajaatu-chán Wen-cung 文宗 | Tug Temür 1304–1332 následník 1329 veliký chán a císař 1328–29, 1329–32 Džajaatu-chán Wen-cung 文宗 | Tug Temür 1304–1332 následník 1329 veliký chán a císař 1328–29, 1329–32 Džajaatu-chán Wen-cung 文宗 | Tug Temür 1304–1332 následník 1329 veliký chán a císař 1328–29, 1329–32 Džajaatu-chán Wen-cung 文宗 |  |  | Šidebala 1303–1323 následník 1316–1320 veliký chán a císař 1320–1323 Gegeen-chán Jing-cung 英宗    | Šidebala 1303–1323 následník 1316–1320 veliký chán a císař 1320–1323 Gegeen-chán Jing-cung 英宗    | Šidebala 1303–1323 následník 1316–1320 veliký chán a císař 1320–1323 Gegeen-chán Jing-cung 英宗    | Šidebala 1303–1323 následník 1316–1320 veliký chán a císař 1320–1323 Gegeen-chán Jing-cung 英宗    | Šidebala 1303–1323 následník 1316–1320 veliký chán a císař 1320–1323 Gegeen-chán Jing-cung 英宗    | Šidebala 1303–1323 následník 1316–1320 veliký chán a císař 1320–1323 Gegeen-chán Jing-cung 英宗    |  |  |                                                                              |                                                                              |                                                                              |                                                                              |                                                                              |                                                                              |  |  |  |  |
| Ragibag 1320–1328 následník 1324–1328 veliký chán a císař 1328                                     | Ragibag 1320–1328 následník 1324–1328 veliký chán a císař 1328                                     | Ragibag 1320–1328 následník 1324–1328 veliký chán a císař 1328                                     | Ragibag 1320–1328 následník 1324–1328 veliký chán a císař 1328                                     | Ragibag 1320–1328 následník 1324–1328 veliký chán a císař 1328                                     | Ragibag 1320–1328 následník 1324–1328 veliký chán a císař 1328                                     |  |  | Chošila 1300–1329 veliký chán a císař 1329 Chutugtu-chán Ming-cung 明宗                                 | Chošila 1300–1329 veliký chán a císař 1329 Chutugtu-chán Ming-cung 明宗     | Chošila 1300–1329 veliký chán a císař 1329 Chutugtu-chán Ming-cung 明宗     | Chošila 1300–1329 veliký chán a císař 1329 Chutugtu-chán Ming-cung 明宗     | Chošila 1300–1329 veliký chán a císař 1329 Chutugtu-chán Ming-cung 明宗     | Chošila 1300–1329 veliký chán a císař 1329 Chutugtu-chán Ming-cung 明宗     |                                                                         |                                                                         | Tug Temür 1304–1332 následník 1329 veliký chán a císař 1328–29, 1329–32 Džajaatu-chán Wen-cung 文宗 | Tug Temür 1304–1332 následník 1329 veliký chán a císař 1328–29, 1329–32 Džajaatu-chán Wen-cung 文宗 | Tug Temür 1304–1332 následník 1329 veliký chán a císař 1328–29, 1329–32 Džajaatu-chán Wen-cung 文宗 | Tug Temür 1304–1332 následník 1329 veliký chán a císař 1328–29, 1329–32 Džajaatu-chán Wen-cung 文宗 | Tug Temür 1304–1332 následník 1329 veliký chán a císař 1328–29, 1329–32 Džajaatu-chán Wen-cung 文宗 | Tug Temür 1304–1332 následník 1329 veliký chán a císař 1328–29, 1329–32 Džajaatu-chán Wen-cung 文宗 |  |  | Šidebala 1303–1323 následník 1316–1320 veliký chán a císař 1320–1323 Gegeen-chán Jing-cung 英宗    | Šidebala 1303–1323 následník 1316–1320 veliký chán a císař 1320–1323 Gegeen-chán Jing-cung 英宗    | Šidebala 1303–1323 následník 1316–1320 veliký chán a císař 1320–1323 Gegeen-chán Jing-cung 英宗    | Šidebala 1303–1323 následník 1316–1320 veliký chán a císař 1320–1323 Gegeen-chán Jing-cung 英宗    | Šidebala 1303–1323 následník 1316–1320 veliký chán a císař 1320–1323 Gegeen-chán Jing-cung 英宗    | Šidebala 1303–1323 následník 1316–1320 veliký chán a císař 1320–1323 Gegeen-chán Jing-cung 英宗    |  |  |                                                                              |                                                                              |                                                                              |                                                                              |                                                                              |                                                                              |  |  |  |  |
| | | | | | |  |  | |                                                                             |                                                                             |                                                                             |                                                                             |                                                                             |                                                                         |                                                                         | | | | | | |  |  | | | | | | |  |  |                                                                              |                                                                              |                                                                              |                                                                              |                                                                              |                                                                              |  |  |  |  |
| | | | | | |  |  | |                                                                             |                                                                             |                                                                             |                                                                             |                                                                             |                                                                         |                                                                         | | | | | | |  |  | | | | | | |  |  |                                                                              |                                                                              |                                                                              |                                                                              |                                                                              |                                                                              |  |  |  |  |
| 1                                                                                                  | 1                                                                                                  | 1                                                                                                  | 1                                                                                                  | 1                                                                                                  | 1                                                                                                  |  |  | 2 | 2                                                                           | 2                                                                           | 2                                                                           | 2                                                                           | 2                                                                           |                                                                         |                                                                         | 1                                                                                                   | 1                                                                                                   | 1                                                                                                   | 1                                                                                                   | 1                                                                                                   | 1                                                                                                   |  |  | | | | | | |  |  |                                                                              |                                                                              |                                                                              |                                                                              |                                                                              |                                                                              |  |  |  |  |
| 1                                                                                                  | 1                                                                                                  | 1                                                                                                  | 1                                                                                                  | 1                                                                                                  | 1                                                                                                  |  |  | 2 | 2                                                                           | 2                                                                           | 2                                                                           | 2                                                                           | 2                                                                           |                                                                         |                                                                         | 1                                                                                                   | 1                                                                                                   | 1                                                                                                   | 1                                                                                                   | 1                                                                                                   | 1                                                                                                   |  |  | | | | | | |  |  |                                                                              |                                                                              |                                                                              |                                                                              |                                                                              |                                                                              |  |  |  |  |
| Togon Temür Uchaantu-chán 1320–1370 veliký chán a císař 1333–1370 Chuej-cung 惠宗                  | Togon Temür Uchaantu-chán 1320–1370 veliký chán a císař 1333–1370 Chuej-cung 惠宗                  | Togon Temür Uchaantu-chán 1320–1370 veliký chán a císař 1333–1370 Chuej-cung 惠宗                  | Togon Temür Uchaantu-chán 1320–1370 veliký chán a císař 1333–1370 Chuej-cung 惠宗                  | Togon Temür Uchaantu-chán 1320–1370 veliký chán a císař 1333–1370 Chuej-cung 惠宗                  | Togon Temür Uchaantu-chán 1320–1370 veliký chán a císař 1333–1370 Chuej-cung 惠宗                  |  |  | Rinčinbal 1326–1332 veliký chán a císař 1332 Ning-cung 寧宗                                             | Rinčinbal 1326–1332 veliký chán a císař 1332 Ning-cung 寧宗                 | Rinčinbal 1326–1332 veliký chán a císař 1332 Ning-cung 寧宗                 | Rinčinbal 1326–1332 veliký chán a císař 1332 Ning-cung 寧宗                 | Rinčinbal 1326–1332 veliký chán a císař 1332 Ning-cung 寧宗                 | Rinčinbal 1326–1332 veliký chán a císař 1332 Ning-cung 寧宗                 |                                                                         |                                                                         | Aratnadara ?–1331 následník 1331                                                                    | Aratnadara ?–1331 následník 1331                                                                    | Aratnadara ?–1331 následník 1331                                                                    | Aratnadara ?–1331 následník 1331                                                                    | Aratnadara ?–1331 následník 1331                                                                    | Aratnadara ?–1331 následník 1331                                                                    |  |  | | | | | | |  |  |                                                                              |                                                                              |                                                                              |                                                                              |                                                                              |                                                                              |  |  |  |  |
| Togon Temür Uchaantu-chán 1320–1370 veliký chán a císař 1333–1370 Chuej-cung 惠宗                  | Togon Temür Uchaantu-chán 1320–1370 veliký chán a císař 1333–1370 Chuej-cung 惠宗                  | Togon Temür Uchaantu-chán 1320–1370 veliký chán a císař 1333–1370 Chuej-cung 惠宗                  | Togon Temür Uchaantu-chán 1320–1370 veliký chán a císař 1333–1370 Chuej-cung 惠宗                  | Togon Temür Uchaantu-chán 1320–1370 veliký chán a císař 1333–1370 Chuej-cung 惠宗                  | Togon Temür Uchaantu-chán 1320–1370 veliký chán a císař 1333–1370 Chuej-cung 惠宗                  |  |  | Rinčinbal 1326–1332 veliký chán a císař 1332 Ning-cung 寧宗                                             | Rinčinbal 1326–1332 veliký chán a císař 1332 Ning-cung 寧宗                 | Rinčinbal 1326–1332 veliký chán a císař 1332 Ning-cung 寧宗                 | Rinčinbal 1326–1332 veliký chán a císař 1332 Ning-cung 寧宗                 | Rinčinbal 1326–1332 veliký chán a císař 1332 Ning-cung 寧宗                 | Rinčinbal 1326–1332 veliký chán a císař 1332 Ning-cung 寧宗                 |                                                                         |                                                                         | Aratnadara ?–1331 následník 1331                                                                    | Aratnadara ?–1331 následník 1331                                                                    | Aratnadara ?–1331 následník 1331                                                                    | Aratnadara ?–1331 následník 1331                                                                    | Aratnadara ?–1331 následník 1331                                                                    | Aratnadara ?–1331 následník 1331                                                                    |  |  | | | | | | |  |  |                                                                              |                                                                              |                                                                              |                                                                              |                                                                              |                                                                              |  |  |  |  |
| | | | | | |  |  | |                                                                             |                                                                             |                                                                             |                                                                             |                                                                             |                                                                         |                                                                         | | | | | | |  |  | | | | | | |  |  |                                                                              |                                                                              |                                                                              |                                                                              |                                                                              |                                                                              |  |  |  |  |
| | | | | | |  |  | |                                                                             |                                                                             |                                                                             |                                                                             |                                                                             |                                                                         |                                                                         | | | | | | |  |  | | | | | | |  |  |                                                                              |                                                                              |                                                                              |                                                                              |                                                                              |                                                                              |  |  |  |  |
| 1                                                                                                  | 1                                                                                                  | 1                                                                                                  | 1                                                                                                  | 1                                                                                                  | 1                                                                                                  |  |  | 2 | 2                                                                           | 2                                                                           | 2                                                                           | 2                                                                           | 2                                                                           |                                                                         |                                                                         | | | | | | |  |  | | | | | | |  |  |                                                                              |                                                                              |                                                                              |                                                                              |                                                                              |                                                                              |  |  |  |  |
| 1                                                                                                  | 1                                                                                                  | 1                                                                                                  | 1                                                                                                  | 1                                                                                                  | 1                                                                                                  |  |  | 2 | 2                                                                           | 2                                                                           | 2                                                                           | 2                                                                           | 2                                                                           |                                                                         |                                                                         | | | | | | |  |  | | | | | | |  |  |                                                                              |                                                                              |                                                                              |                                                                              |                                                                              |                                                                              |  |  |  |  |
| Ajuširidara 1340–1378 následník 1353–1370 veliký chán a císař 1370–1378 Biligtü-chán Čao-cung 昭宗 | Ajuširidara 1340–1378 následník 1353–1370 veliký chán a císař 1370–1378 Biligtü-chán Čao-cung 昭宗 | Ajuširidara 1340–1378 následník 1353–1370 veliký chán a císař 1370–1378 Biligtü-chán Čao-cung 昭宗 | Ajuširidara 1340–1378 následník 1353–1370 veliký chán a císař 1370–1378 Biligtü-chán Čao-cung 昭宗 | Ajuširidara 1340–1378 následník 1353–1370 veliký chán a císař 1370–1378 Biligtü-chán Čao-cung 昭宗 | Ajuširidara 1340–1378 následník 1353–1370 veliký chán a císař 1370–1378 Biligtü-chán Čao-cung 昭宗 |  |  | Tögüs Temür 1342–1388 veliký chán a císař 1378–1388 Uschal-chán I-cung 益宗                             | Tögüs Temür 1342–1388 veliký chán a císař 1378–1388 Uschal-chán I-cung 益宗 | Tögüs Temür 1342–1388 veliký chán a císař 1378–1388 Uschal-chán I-cung 益宗 | Tögüs Temür 1342–1388 veliký chán a císař 1378–1388 Uschal-chán I-cung 益宗 | Tögüs Temür 1342–1388 veliký chán a císař 1378–1388 Uschal-chán I-cung 益宗 | Tögüs Temür 1342–1388 veliký chán a císař 1378–1388 Uschal-chán I-cung 益宗 |                                                                         |                                                                         | | | | | | |  |  | | | | | | |  |  |                                                                              |                                                                              |                                                                              |                                                                              |                                                                              |                                                                              |  |  |  |  |
| Ajuširidara 1340–1378 následník 1353–1370 veliký chán a císař 1370–1378 Biligtü-chán Čao-cung 昭宗 | Ajuširidara 1340–1378 následník 1353–1370 veliký chán a císař 1370–1378 Biligtü-chán Čao-cung 昭宗 | Ajuširidara 1340–1378 následník 1353–1370 veliký chán a císař 1370–1378 Biligtü-chán Čao-cung 昭宗 | Ajuširidara 1340–1378 následník 1353–1370 veliký chán a císař 1370–1378 Biligtü-chán Čao-cung 昭宗 | Ajuširidara 1340–1378 následník 1353–1370 veliký chán a císař 1370–1378 Biligtü-chán Čao-cung 昭宗 | Ajuširidara 1340–1378 následník 1353–1370 veliký chán a císař 1370–1378 Biligtü-chán Čao-cung 昭宗 |  |  | Tögüs Temür 1342–1388 veliký chán a císař 1378–1388 Uschal-chán I-cung 益宗                             | Tögüs Temür 1342–1388 veliký chán a císař 1378–1388 Uschal-chán I-cung 益宗 | Tögüs Temür 1342–1388 veliký chán a císař 1378–1388 Uschal-chán I-cung 益宗 | Tögüs Temür 1342–1388 veliký chán a císař 1378–1388 Uschal-chán I-cung 益宗 | Tögüs Temür 1342–1388 veliký chán a císař 1378–1388 Uschal-chán I-cung 益宗 | Tögüs Temür 1342–1388 veliký chán a císař 1378–1388 Uschal-chán I-cung 益宗 |                                                                         |                                                                         | | | | | | |  |  | | | | | | |  |  |                                                                              |                                                                              |                                                                              |                                                                              |                                                                              |                                                                              |  |  |  |  |